# Diselendichlorid
Diselendichlorid ist eine anorganische chemische Verbindung des Selens aus der Gruppe der Chloride.

## Gewinnung und Darstellung
Diselendichlorid kann durch Reaktion einer Lösung von Selendioxid in Salzsäure mit Selen gewonnen werden.
{\displaystyle {\ce {3Se + SeO2 + 4HCl -> 2Se2Cl2 + 2H2O}}}
Sie kann auch durch Reaktion von Selen und Schwefeltrioxid mit Chlorwasserstoff dargestellt werden.
{\displaystyle {\ce {2Se + 2SO3 + 3HCl -> Se2Cl2 + H2SO3 + SO2(OH)Cl}}}

## Eigenschaften
Diselendichlorid ist eine dunkelrote, etwas braunstichige, ölige und feuchtigkeitsempfindliche Flüssigkeit, die löslich in Chloroform, Benzol, Tetrachlorkohlenstoff und Kohlenstoffdisulfid ist. Sie riecht ähnlich wie Dischwefeldichlorid und hydrolysiert mit Wasser langsam zu Seleniger Säure, Salzsäure und Selen. Festes Diselendichlorid besitzt eine monokline Kristallstruktur mit der Raumgruppe P21/n (Raumgruppen-Nr. 14, Stellung 2).